# Жонатан Бијабијани
Жонатан Лидовик Бијабијани (фр. Jonathan Ludovic Biabiany; Париз, 28. април 1988) је француски фудбалер који игра на позицији нападача и крила. Тренутно наступа за италијанског прволигаша Парму.

## Каријера
Омладинску каријеру је започео у локалном клубу на североистоку Париза. 2004. године потписује уговор са Интером под именом Жонатан Бегора. До 2006. године је био у омладинској школи Интера, а од 2006. године је у првом тиму. У јануару 2007. године дебитује за Интер у мечу купа Италије против Емполија. У августу 2007. године послат је на позајмицу у Кјево, али за пола сезоне није одиграо ни једну утакмицу. Другу половину сезоне 2007/2008. проводи на позајмици у Модени. На 53 утакмице у дресу Модене постигао је 9 голова.
У јулу 2009. године позајмљен је повратнику у Серију А, Парми. Овде је константно био у стартних једанаест све док се није повредио играјући за младу репрезентацију Француске. Опоравак је трајао до краја новембра. У јануару 2010. године се враћа у Интер са позајмице, али већ у фебруару Интер га продаје парми за 2.500.000 евра. Шест месеци касније, поново се враћа у Интер и то за суму од 4 милиона евра.

## Трофеји
Интер
- Суперкуп Италије (1) : 2010.
- Светско првенство за клубове (1) : 2010.